# 琉球藩
琉球藩（日语：／ Ryūkyū han */?）是日本明治初期在現在的沖繩縣所設的藩。1872年，日本宣佈琉球國為「日本領土」，封琉球國王尚泰為「琉球藩王」，把琉球國改為日本琉球藩，史稱「第一次琉球處分」。琉球藩的藩廳設于首里城（今沖繩縣那霸市首里），藩主為琉球第二尚氏王朝的國王。
1879年3月11日第二次琉球處分后，琉球藩被废除，编入鹿儿岛县，同年设置冲绳县。自此，琉球被日本纳入府县制的国家行政体系，从藩制下的半自治状态转变为中央政府直接管理的行政区。原琉球藩之领地被划入新设的冲绳县。

## 背景
1609年，日本薩摩藩入侵琉球之後，琉球成為薩摩藩的附庸國。薩摩藩派遣官員監督琉球的內政，而另一方面薩摩藩出於經濟利益上的需要，表面上仍將琉球看作是一個國家，要求琉球繼續奉中國為宗主國，並向中國朝貢以從中獲取巨大經濟利益。
1868年，日本江戶幕府倒臺，明治天皇親政，並發起一系列改革運動，史稱明治維新。1871年8月，日本施行廢藩置縣，薩摩藩也隨之被廢除，改為鹿兒島縣。琉球繳納給薩摩藩的三萬石地租、五萬圓借款被免除。
11月，日本派遣全權大使岩倉具視赴西方考察。伊藤博文和大藏卿大久保利通作為副使隨行。翌年1月，奈良原幸五郎（奈良原繁）、伊地知壯之丞（伊地知貞馨）來到琉球，通知日本王政一新之事。歸國後，向縣廳報告稱：“琉球國表面上為清國附屬，實際上為日本之附庸”。而大藏卿不在國內期間，大藏省由大藏大輔井上馨為首，於翌年5月30日向正院提出在琉球施行維新的建議，並認為琉球是日本的藩屬，但與清國之間的關係曖昧不明；所以應該“將彼之首長招於宮闕之下，責其不臣之罪”，隨後“迅速將其版籍收回，宣佈歸我管轄”，在琉球施行維新。正院也認為必須“正名”，遂於6月2日徵詢左院意見。但吞併琉球的建議遭到左院的反對。左院認為所謂的“正名”，僅僅爭虛名而已，而“正名”必會導致與清朝的外交糾紛，“此事千頭萬緒，殊為棘手，最終是一無所獲。”

## 八瑤灣事件
同年9月，日本全權公使伊達宗城與清朝代表李鴻章簽訂《中日修好條規》，這是一個平等的條約，但日本為了發展需要對外擴張，對此並不滿足。同年11月，琉球國宮古島與那原村的謝敷筑登之親雲上下屬的4艘進貢船，到那霸上繳年貢（人頭稅）後返回宮古島。途中遭遇颱風，其中一艘沉沒，一艘失蹤，一艘安全抵達宮古島，另一艘則飄到台灣南端的八瑤灣（今屏東縣滿州鄉境內）。船上人員有3名淹死，66名上岸。上岸的船員遭到排灣族高士佛社原住民襲擊，54人被殺出草。另有12人逃出，被漢族居民送往鳳山縣，由縣令送往福州柔遠驛安置。
1871年3月，參與《中日修好條規》談判的柳原前光，就八瑤灣事件向清方抗議並要求賠償。清方認為已經撫恤琉球人，拒絕賠償；同時聲稱「（台灣）生番係我化外之民，問罪與否，聽憑貴國辦理。」這為後來日本入侵臺灣提供了口實。

## 琉球藩的設置
經過八瑤灣事件後，日本鹿兒島縣參事大山綱良提出了“台灣征伐論”；他假借琉球國王尚泰的名義，請求日本出兵台灣，懲治生番。但明治天皇認為琉球屬於中日兩屬狀態，此舉暫不合適。對此，琉球非常懼怕日本出兵臺灣會破壞琉球與清朝的關係，尚泰王於1872年和1873年兩次派遣使者前往東京，建議日本取消出兵臺灣、問罪生番的計劃。
1872年，明治天皇密令大山綱良，以日本王政一新的名義，要求琉球遣使赴東京慶賀。6月，駐紮琉球的福崎季連向琉球王府傳達了這個要求，並規定慶賀使臣中不能有久米村人士（中國人的後裔）和親清派人士。尚泰王決定遣尚健（伊江王子朝直）、向有恆（宜灣親方朝保）前往東京慶賀。在琉球使節到達之前，日本政府內部就如何接待琉球使團問題產生了分歧，左院、大藏省建議讓外務省接待琉球使節，但不以接待西洋使節之禮接待，而是按接待地方官員事務辦理。外務省則提出禁止琉球與外國交往、將琉球的尚泰王冊封為“琉球王”或“中山王”的建議。左院則建議琉球不必斷絕與清朝的朝貢關係，但因把熊本鎮臺分營的士兵派往琉球鎮守。19日，明治天皇命外務省全權辦理此事。根據井上馨的建議，外務省決定以接待地方官的禮節接待。
7月11日，鹿兒島縣權典事右松祐永來到琉球，敦促慶賀使啟程。慶賀正副使將賀表給右松驗看時，右松將表中的“琉球國中山王尚泰”改為“琉球尚泰”，“壬申七月十九日”改為“明治五年七月十九日”。
9月24日，當琉球使團到達東京之後，明治天皇依據琉球的奏表，下詔以琉球國之地設置琉球藩，其事務劃歸內務省管轄；又冊封尚泰為琉球藩王，位列華族：
其大意為：

琉球國王尚泰陞藩王列華族之詔

朕膺上天之景命，紹萬世一系之帝祚，奄有四海，君臨八荒。今琉球，近在南服，氣類相同，言文無殊，世世為薩摩之附庸。而爾尚泰，能致勤誠，宜予顯爵，著陞為琉球藩王，敘列華族，咨爾尚泰，其任藩屏之重，立於眾庶之上，切體朕意，永輔皇室。欽哉。

                  明治五年壬申九月十四日

琉球國的政要多被任命為琉球藩的要員。以下是琉球藩要員列表：
| 圖片 | 人名                      | 身份                    | 任職年 | 去職年 | 備注         |
| ---- | ------------------------- | ----------------------- | ------ | ------ | ------------ |
|      | 尚泰                      | 藩王                    | 1872年 | 1879年 | 俸祿8萬9千石 |
|      | 尚典 （中城王子朝弘）     | 王世子                  | 1872年 | 1879年 |              |
|      | 尚弼 （今歸仁王子朝敷）   | 藩王代理 （相當於攝政） | 1875年 | 1879年 |              |
|      | 向居謙 （浦添親方朝昭）   | 三司官                  | 1872年 | 1879年 |              |
|      | 毛鳳來 （富川親方盛奎）   | 三司官                  | 1875年 | 1879年 |              |
|      | 馬兼才 （與那原親方良傑） | 三司官                  | 1877年 | 1879年 |              |

## 日本出兵台灣
日本將琉球國改為琉球藩，將琉球事務劃歸內務省管轄，儼然已視琉球為日本領土。為了避免與清朝發生外交衝突，沒有將此事知會清方。而對於此事，清朝向日本大使表示抗議，表示琉球系大清的藩屬，因此清朝對琉球擁有宗主權。但日本援引萬國公法中的國民國家理論進行辯駁。

1873年日本小田縣柏島村（今岡山縣倉敷市）漁民漂到臺灣，又遭臺灣原住民殺害。此事發生後，日本國內群情激憤，要求懲治原住民。3月9日，日本以慶賀同治帝親政之名，遣外務卿副島種臣前往清朝。日本特派外務大臣柳原前光向總理衙門提起日本和琉球船民被害之事，再度要求清方賠償。日本遂以清方所說的“生番係化外之民”為話柄，于1874年向「無主番界」台灣出兵，史稱牡丹社事件。
清朝隨後遣沈葆楨、唐定奎等率軍入台。1874年9月，清朝與日本在英國的調停下簽訂北京專約。清朝承認了日本的軍事行動為“保民義舉”，不追究日本責任。同時聲稱會賠償死者損失，設法懲辦殺人的生番。

## 清琉斷交

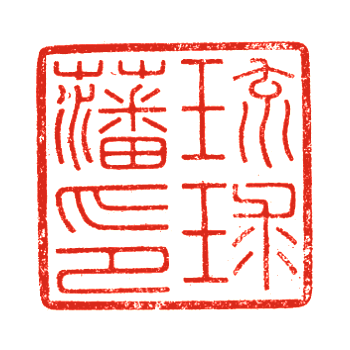
日本明治政府頒發的「琉球藩印」

由於清朝方面在《北京專約》中承認了日本的出兵系“保民義舉”，這給予了日本吞併琉球的口實。在北京簽訂完《北京專約》的內務卿大久保利通，回日本後，便通過太政大臣三條實美，向明治天皇提出“今通過與清國之談判，彼承認我征藩地為義舉，並出銀兩撫恤受害難民，雖似足以表明琉球屬於我國版圖之實跡，但仍難說兩國分界業已判然”，為將來計，期望明治政府借機斷絕琉球“與中國之關係，在那霸設置鎮台分營”。三條實美接受了他的建議，次年6月，派遣內務大丞松田道之去琉球。松田於7月10日至琉球；7月14日，向代理藩王尚弼（今歸仁王子朝敷）、攝政尚健以及三司官等人傳達了太政大臣三條實美的訓令：
1. 廢除清朝年號，使用日本年號。
2. 廢止琉球對清朝朝貢和慶賀清帝即位而派遣使者的慣例，同時也廢除琉球國王更迭之際接受清朝冊封的慣例，以及琉球今後與清朝的交涉概由日本外務省管轄處分，撤銷在福州的琉球館，貿易業務由日本領事館管轄等。
3. 廢除琉球法律，使用日本法律。
4. 琉球應效仿日本進行藩政改革，模仿日本的職官制度。
5. 琉球“藩王”入朝，研究政治厘革及興建之法。

琉球最初全部拒絕了日本的要求，親日派的高官攝政尚健、三司官向有恆等也被迫辭職。但後來迫於形勢，接受了日本關於內政方面的要求。但在外交方面拒絕與清朝斷交，稱與清朝斷交“有失信義”，琉球方面絕對“堅守信義，以為保國之用具。”松田道之則回覆稱“將按照萬國公法進行處理”。在經歷了兩個月的無結果談判之後，松田道之於9月11日離開琉球。琉球派遣三司官毛有斐（池城親方安規）、馬兼才（與那原親方良傑）、向德宏（幸地親方朝常）、向維新（喜屋武親雲上朝扶）、向嘉勳（內間親雲上朝直）、翁逢源（親泊親雲上盛英）等人隨松田赴東京。9月27日，松田道之到達東京，向正院彙報此事。琉球使者則被日本政府安排去參觀陸軍、學校、工廠等近代化設施。而對於琉球提出的要求，日本方面給予種種理由拒絕。琉球方面又遣尚弼（今歸仁王子朝敷）前往感謝日本的出兵，次年又遣向邦棟（大宜味親方朝救）再往東京請願。九月，三司官毛鳳來（富川親方盛奎）赴日請願。琉球在東京官員拜訪日本政要以尋求支持。左大臣島津久光、參議板垣退助支持琉球官員的觀點，並向明治天皇提出罷免三條實美的要求，但結果是二人被罷官。海江田信義也在元老院彈劾三條實美。雖有不少政要報以同情，但日本不准所請，毛有斐也在東京鬱鬱而終。
琉球被迫斷絕了與清朝的外交關係。但同時，尚泰王依據毛有斐臨終前的建議，秘密派遣向德宏、林世功（名城里之子親雲上）、蔡大鼎（伊計親雲上）等人，前往清朝，名義上是探問尚未歸國的進貢使毛精長（國頭親雲上盛乘）， 實際目的則是要求清朝就琉球問題與日本交涉。向德宏等人於10月25日到達福州柔遠驛，向閩浙總督何璟、福建巡撫丁日昌報告琉球國內之事。1878年10月7日，清朝駐日公使何如璋、副使張斯桂、參贊黃遵憲等人到達東京。在光緒帝命令何如璋，就日本阻止琉球向清朝朝貢一事表示強烈抗議。何如璋表示“以臣駑駘，懼弗勝任”。何如璋奉命向日方表示抗議，並邀請荷、法、美、英等國評理。對此，日本外務卿寺島宗則復函反駁，雙方交涉不得要領。

## 琉球藩的废除
琉球官員的活動令日本政府十分尷尬。11月，內務卿伊藤博文令內務大書記官松田道之起草“琉球藩處置案”，準備废除琉球藩。對於琉球藩的處置，伊藤博文主張，若琉球“因執行我方命令而乞求延期，不妨予以同意”；而大藏卿大隈重信則主張“期限僅限於一周之內，不許多延長一天”。松田對此十分困惑，他再次請求伊藤的命令，得到的回覆是：“既然決定在必要時候廢除琉球藩，所以無論初次的使節抑或再次的使節，只要聽命於我，則依舊為我之藩屬”，“若琉球抗命不尊，則按朝廷決議辦理”。12月27日，松田得到了全權處置的權力。翌日，松田便下令將滯留東京的琉球官員全部驅逐回國。琉球官員“面露憤然之色”，前往松田道之的府邸抗議，表示內心中的強烈不滿。
1879年1月，松田道之再度到達琉球。此時尚泰王有疾在身，以尚弼代行王政。松田指出琉球不顧日本要求秘密向清朝請願，要求尚弼交出政權，否則要用武力执行。尚弼拒絕了松田的要求。2月3日，松田離開了琉球。
3月25日，松田道之率領巡查160人、步兵大隊600餘人來到琉球。27日在首里城宣佈廢除琉球藩，併入鹿兒島縣；命令尚泰遷出首里城。翌日，五十三名士族代表聚集于首里城，聲稱武力吞併違背了明治政府設置琉球藩時“國體、政體永久不相替”的承諾，抗議日本的吞併。松田道之脅迫尚泰王，要求士族服從日本統治。同時任命向居謙（浦添親方朝昭）、毛鳳來（富川親方盛奎）等原王府高官為縣廳的顧問。4月4日，大日本帝国設置沖繩縣，鍋島直彬被任命為沖繩縣知事。5月27日，日本召尚泰王及其王族赴東京。6月9日，尚泰王等人抵達東京，並於17日與明治天皇會面，受封為從三位，賜宅邸及日本的金祿證券20萬元，俸祿八萬九千石。華族令頒佈後，尚泰王受封為侯爵，其他王族成員皆封為從五位男爵。

## 清朝的抗議和琉球人的反抗

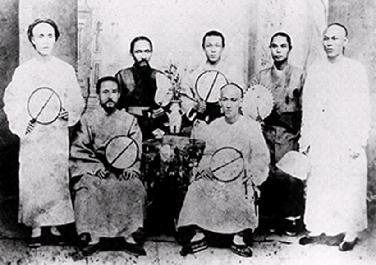
主張復國而流亡清朝的琉球士族合影

日本對琉球的吞併引起了不少琉球人的反抗。以毛允良（龜川親方盛武）、向龍光（津嘉山親方朝助）等人為首，展開琉球復國運動。宮古島發生反對日本統治的暴動「贊成事件」。沖繩縣廳一方面任命舊王府的高官為顧問等人為官，試圖緩和縣廳與琉球人的對立關係；另一方面，以向建榮（大灣筑登之朝功）、許田普益等人為探訪人，調查琉球士族的動向，並大肆逮捕拷問反日人士。大量親清派人士流亡清朝，被稱為脫清人。
1879年6月12日，美國前總統格蘭特及其隨員揚格（J. R. Young）和美國駐華副領事畢德格（W. N. Pethick）在天津會晤中國政府代表李鴻章，李鴻章要求他就琉球問題進行調停。格蘭特答應。在他的調停下，日本與中國就琉球問題展開磋商，日本方面提出「分島改約案」，願割宮古、八重山兩島給中國，中國曾考慮接受此案，讓琉球國王在此地復國。但毛精長、蔡大鼎、林世功等人再三訴願表示二島土地貧瘠，無法生存，萬不可接受。
1880年4月4日，李鴻章會見日本政府代表竹添進一郎，並出示了琉球三分方案，也即包括沖繩本島在內的中部各島歸還琉球，恢復琉球王國，將宮古及八重山以南各島劃歸中國，將包括奄美大島在內的五島劃歸日本。但日本不願接受，談判陷入僵局。此後，雖然流亡清朝的琉球人多次前往總理衙門、禮部、閩浙總督、福建布政使等處，或是陈述琉球亡國後的慘狀，或是成述琉球戰略位置的重要性，要求清朝向日本交涉。 但清朝朝臣中就琉球的棄留問題發生劇烈分歧，琉球問題被長期擱置。
1894年，中日甲午戰爭爆發。親清派人士在向志禮（義村按司朝明）的帶領下，前往寺廟，名義上是祭拜琉球的先王，實際上是祈求清朝戰勝日本。沖繩縣盛傳清朝的黃色艦隊將攻打那霸，一時十分緊張。親清派人士計畫在清朝進攻沖繩之際舉行暴動，以支援清軍。然而清朝戰敗，與日本簽訂《馬關條約》，台灣割讓給日本。日本佔領琉球遂成定局。
此後，琉球人於1896年發動公同會運動，試圖恢復尚氏在琉球的統治權，成為世襲的沖繩縣知事，但被日本拒絕。不滿日本統治的部分琉球人流亡清朝。而日本對琉球群島的統治一直持續到1945年沖繩島戰役結束為止。

## 腳註
1. 1 2  《尚泰侯實錄》
2. ↑  《明治前期日中關係史研究》，27~29頁
3. 1 2 3  《漂流事件與清代中日關係》，187~188頁
4. 1 2  高陽，1987，《清朝的皇帝（下）》，頁1131-1135。台北：遠景。ISBN 957-39-0115-3
5. ↑  《明治前期日中關係史研究》，30~33頁
6. ↑  《尚泰侯實錄》
7. ↑  《明治前期日中關係史研究》，58頁
8. ↑  喜舍場朝賢《琉球見聞錄》
9. ↑  翻譯部分引自楊仲揆《琉球古今談》第75頁
10. 1 2 3 4  《明治前期日中關係史研究》，37~42頁
11. 1 2 3  《琉球抗日復國運動再考》
12. ↑  《中山世譜·附卷七·尚泰王》
13. ↑  參見《中山世譜·卷十三·尚泰王》
14. ↑  《從“筆談外交”到“以史為鑒”——中日近代關係史探研》，第6頁
15. 1 2   (PDF).   [2010-08-06]. （原始内容存档 (PDF)于2021-02-09）.